# Gare de Mulhouse-Ville
Gare de Mulhouse-Ville vasútállomás Franciaországban, Mulhouse településen.

## Vasútvonalak
Az állomást az alábbi vasútvonalak érintik:
- Párizs–Mulhouse-vasútvonal
- Strasbourg–Bázel-vasútvonal
- Müllheim–Mulhouse-vasútvonal

## Kapcsolódó állomások
A vasútállomáshoz az alábbi állomások vannak a legközelebb:
- Gare de Mulhouse-Hasenrain
- Gare de Mulhouse-Dornach
- Gare de Rixheim (Bahnhof Basel SNCF, A15 Mulhouse Saint-Louis Basle TER)
- Gare de Bantzenheim
- Gare de Flaxlanden
- Gare d’Altkirch